# آکلاروبیسین
آکلاروبیسین (انگلیسی: Aclarubicin) یا «آکلاسینومایسین A» نوعی آنتراسایکلین است که در درمان سرطان بکار می‌رود.
این دارو منجر به جداسازی هیستون از کروماتین در مرحلهٔ میان‌گذاری (Intercalation) می‌گردد.